# Matrice di Filbert
In matematica una matrice di Filbert è una matrice quadrata {\displaystyle A=(a_{i,j})} con elementi {\displaystyle a_{i,j}=1/F(i+j-1)}, dove {\displaystyle F(n)} è l'n-esimo elemento della successione di Fibonacci, ovvero della forma
{\displaystyle A={\begin{pmatrix}1&1&{\frac {1}{2}}&{\frac {1}{3}}&{\frac {1}{5}}&\cdots \\[1ex]1&{\frac {1}{2}}&{\frac {1}{3}}&{\frac {1}{5}}&{\frac {1}{8}}\\[1ex]{\frac {1}{2}}&{\frac {1}{3}}&{\frac {1}{5}}&{\frac {1}{8}}&{\frac {1}{13}}\\[1ex]{\frac {1}{3}}&{\frac {1}{5}}&{\frac {1}{8}}&{\frac {1}{13}}&{\frac {1}{21}}\\[1ex]{\frac {1}{5}}&{\frac {1}{8}}&{\frac {1}{13}}&{\frac {1}{21}}&{\frac {1}{34}}\\[1ex]\vdots &&&&&\ddots \end{pmatrix}}}
L'inversa della matrice di Filbert condivide alcune proprietà con l'inversa della matrice di Hilbert.